# Google Toolbar
Google Toolbar è stata una barra degli strumenti per browser web disponibile solo per Internet Explorer.
Era disponibile anche per Mozilla Firefox (solo fino alla versione 4.0.1 di quest'ultimo), ma da giugno 2011 è stato dismesso. Il progetto è stato completamente chiuso in data 10 dicembre 2021, e la relativa pagina di supporto suggerisce di scaricare direttamente Google Chrome. 

## Funzioni
- Ricerca per parole chiave con Google Suggest
- Controllo ortografico (SpellCheck)
- AutoLink
- Autoriempimento (AutoFill)
- Traduttore (Translator)
- Calcolatrice (Calculator)
- Visualizzatore del PageRank
- Blocco delle finestre Pop-up
- Login di posta elettronica (Google mail)
- Bottoni personalizzati
- Segnalibri
- Protezione dal phishing (Google Safe Browsing)
- Evidenziatore

## Sidewiki
Google Sidewiki è stato lanciato il 23 settembre 2009. Con Sidewiki era possibile visualizzare commenti fatti da utenti di Google Toolbar sulla pagina web che si stava visitando. Il servizio ha cessato il suo corso il 5 dicembre 2011.